# Pantin
Pantin là một xã trong vùng đô thị Paris, thuộc tỉnh Seine-Saint-Denis, vùng hành chính Île-de-France của nước Pháp, có dân số là 49.919 người (thời điểm 1999).

## Những người con của thành phố
- Philippe Delorme, sử gia, nhà báo.
- Faïza Guène nhà văn.
- La Guimard (1743-1816), múa opera.
- Léon Jouhaux (1879-1954), người hoạt động công đoàn, Giải thưởng Nobel về hòa bình.
- Robert Lazurick (1896-1968), chính trị gia, nhà báo
- Méhul (1763-1817), nhà soạn nhạc.
- Sergio Ortega (1938-2003), nhà soạn nhạc.
- Jean-Marc Mormeck, đấm bốc.